# Yaegaki-jinja
Yaegaki-jinja (八重垣神社, « sanctuaire Yaegaki ») est un sanctuaire shinto situé dans la municipalité de Matsue, préfecture de Shimane (ancienne province d'Izumo), région du Chûgoku, dans le sud-ouest du Japon. Y sont vénérés le dieu Susanoo et son épouse, la princesse Kushinada, qui s'y seraient installé après que Susanoo a terrassé Yamata-no-Orochi. Depuis, l’endroit est connu comme une terre d’en-musubi et réputé comme favorisant les mariages heureux.

## Histoire
Selon l'une des plus fameuses légendes du Kojiki et du Nihon Shoki, ce très ancien sanctuaire de la province d'Izumo aurait abrité la princesse Kushinada (櫛名田比売, Kushinada-hime, ou Inada/Inata) lorsque Susanoo affronta le dragon à huit têtes Yamata-no-Orochi. En effet, Susanoo aurait alors construit une clôture de huit couches autour d’un cèdre géant pour la cacher pendant son combat.
Après avoir terrassé le monstre, il se serait établi dans le sanctuaire, et aurait composé ce poème, considéré comme le tout premier waka, poème japonais de forme 5-7-5-7-7 :
Yakumo Tatsu (八雲立つ, Pays d’Izumo)

Izumo Yaegaki (出雲八重垣, Où s’amoncellent les nuages)

Tsuma gomi ni (妻ごみに, Tels une barrière)

Yaegaki tsukuru (八重垣作る, Un abri pour mon aimée)

Sono yaegaki wo (その八重垣を, Ô splendide octuple enceinte)
Yaegaki signifie ainsi « octuple enceinte », « huit barrières ».

## Architecture
La salle des trésors du sanctuaire abrite une peinture murale montrant les visages de Susanoo et Kushinada, aujourd’hui classé bien culturel important. Selon le sanctuaire, la fresque aurait été peinte par l’artiste de l’époque Heian, Koseno Kanaoka (巨勢 金岡), en 893, mais il est probable qu’elle fut réalisée pendant la péridode Muromachi. Elle était à l’origine à l’intérieur même du bâtiment principal du sanctuaire, mais fut déplacée pour être restaurée après la Seconde Guerre mondiale.
A l'entrée du sanctuaire se trouvent deux koma-inu (狛犬), statues gardiennes censées protéger le sanctuaire, qui sont considérées — de par leurs crinières caractéristiques — comme faisant partie des plus vieilles du Japon. 
Le sanctuaire fut visité à de nombreuses reprises par l'écrivain irlandais Lafcadio Hearn en 1891 qui lui consacra un chapitre entier (« Yaegaki jinja ») dans son ouvrage Le Japon inconnu (Glimpses of Unfamiliar Japan). En 2010, le sanctuaire accueillit plus de 300 000 visiteurs.

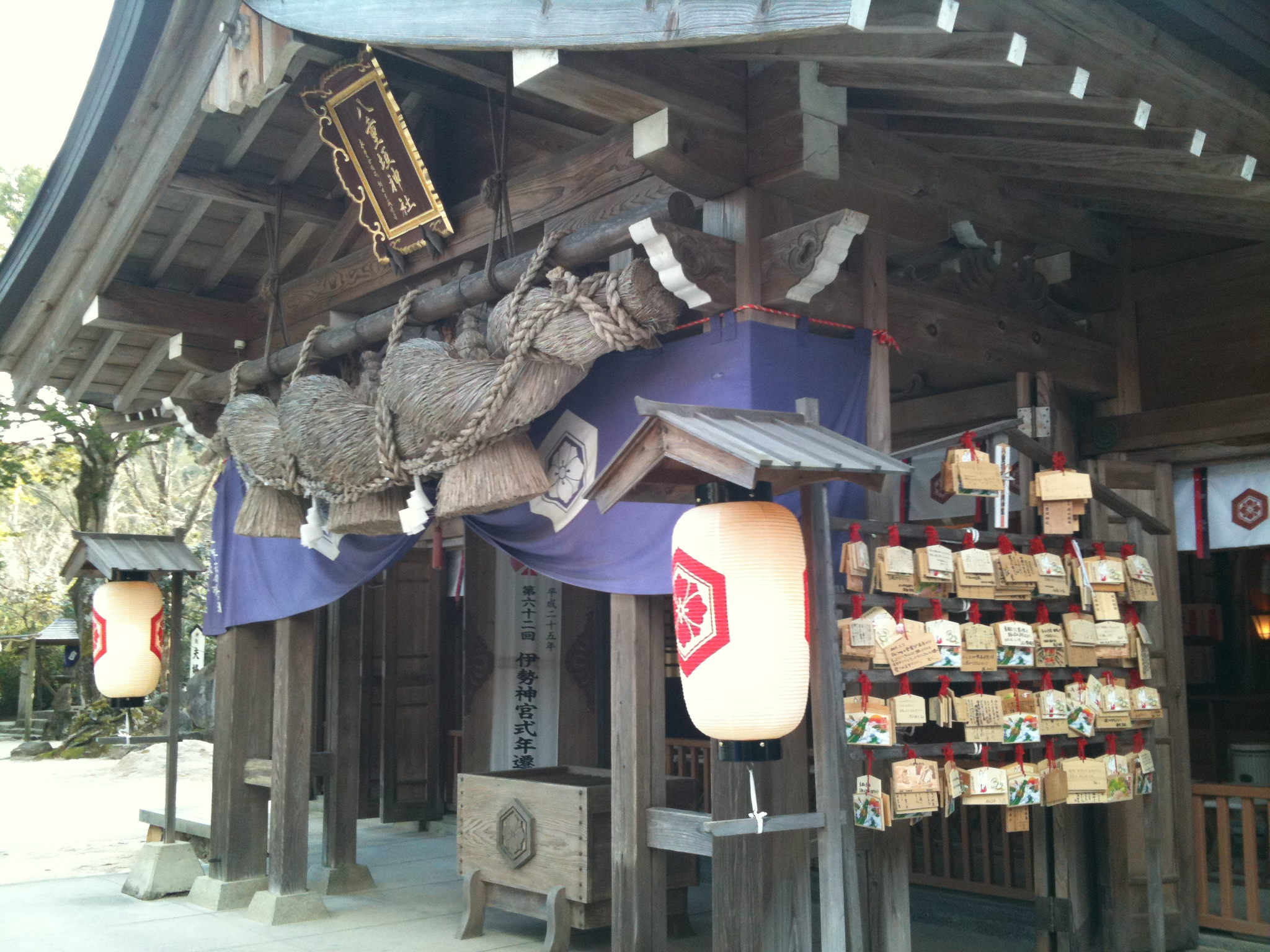
Corde shimenawa du haiden.
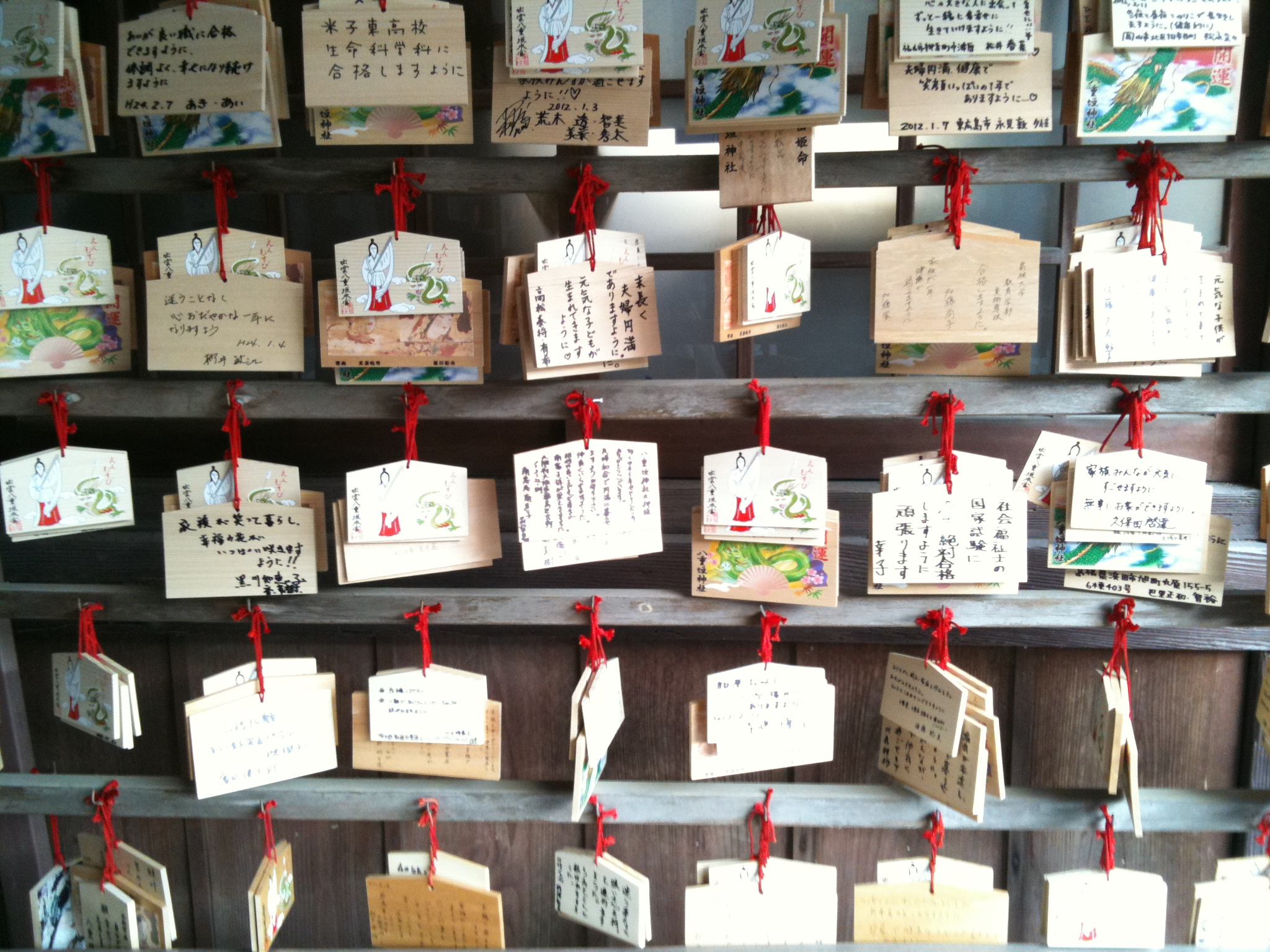
Plaquettes votives ema.
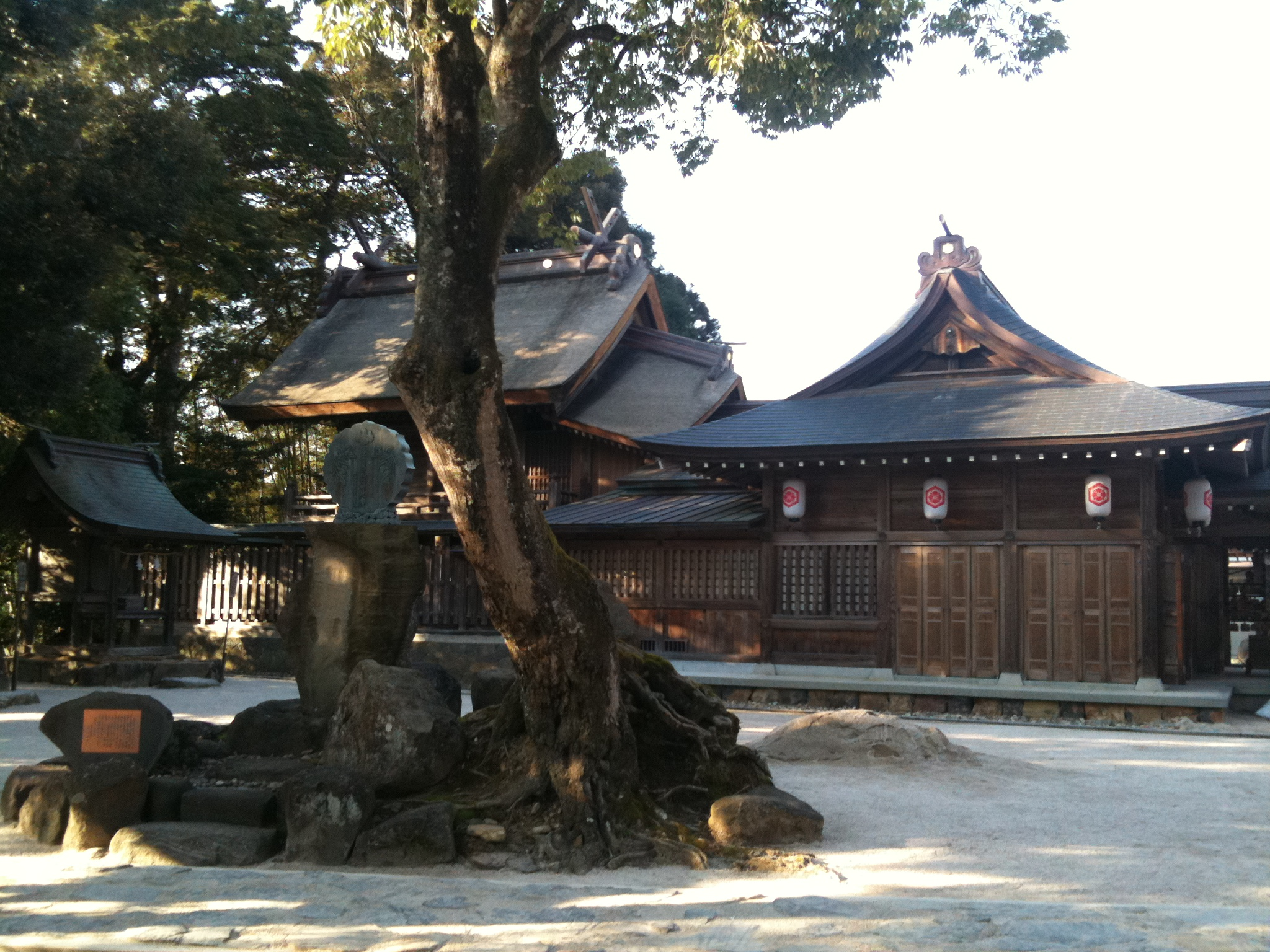
Arbre devant le honden, bâtiment principal.
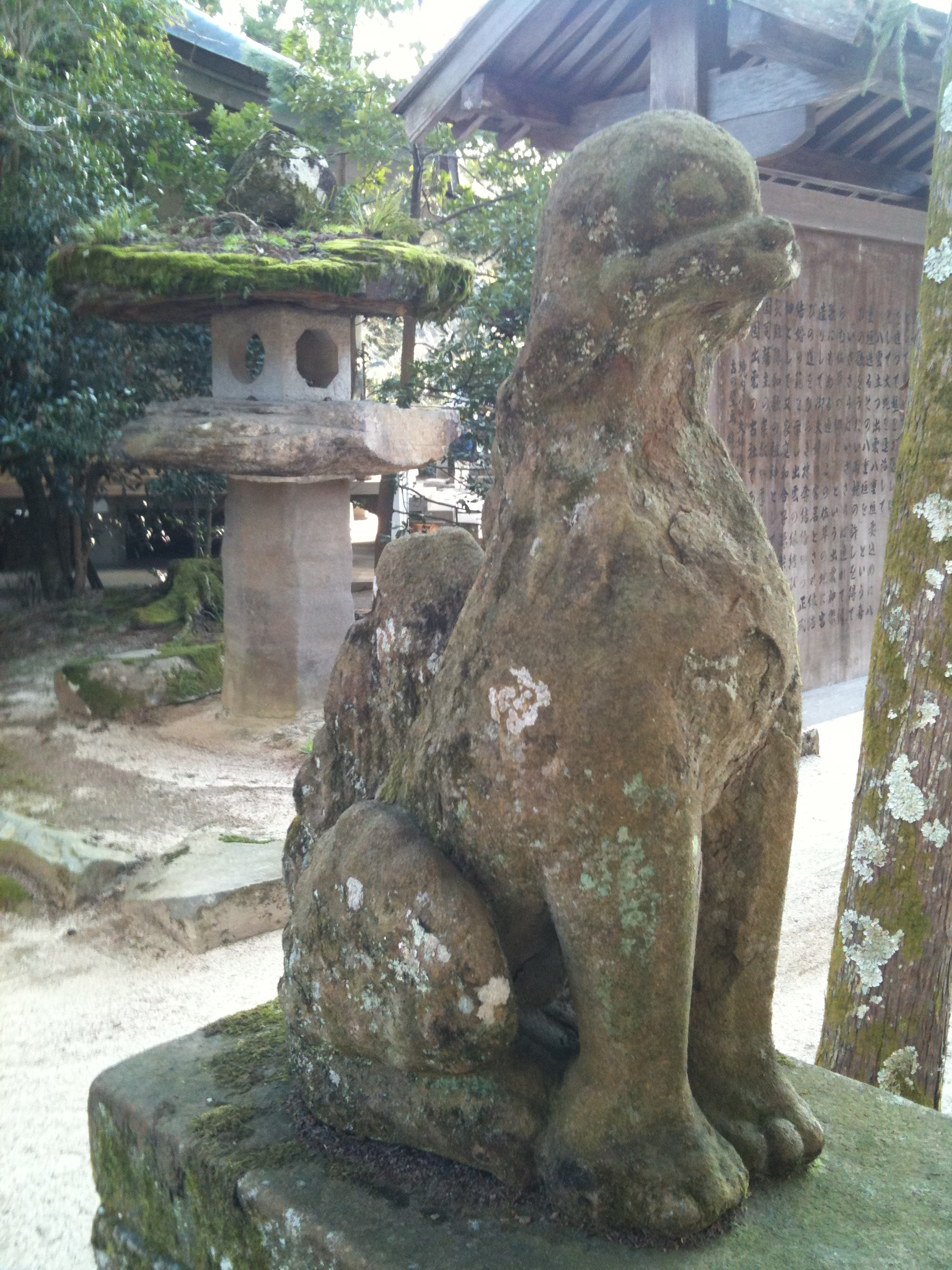
Statue gardienne komainu à l'entrée du sanctuaire.
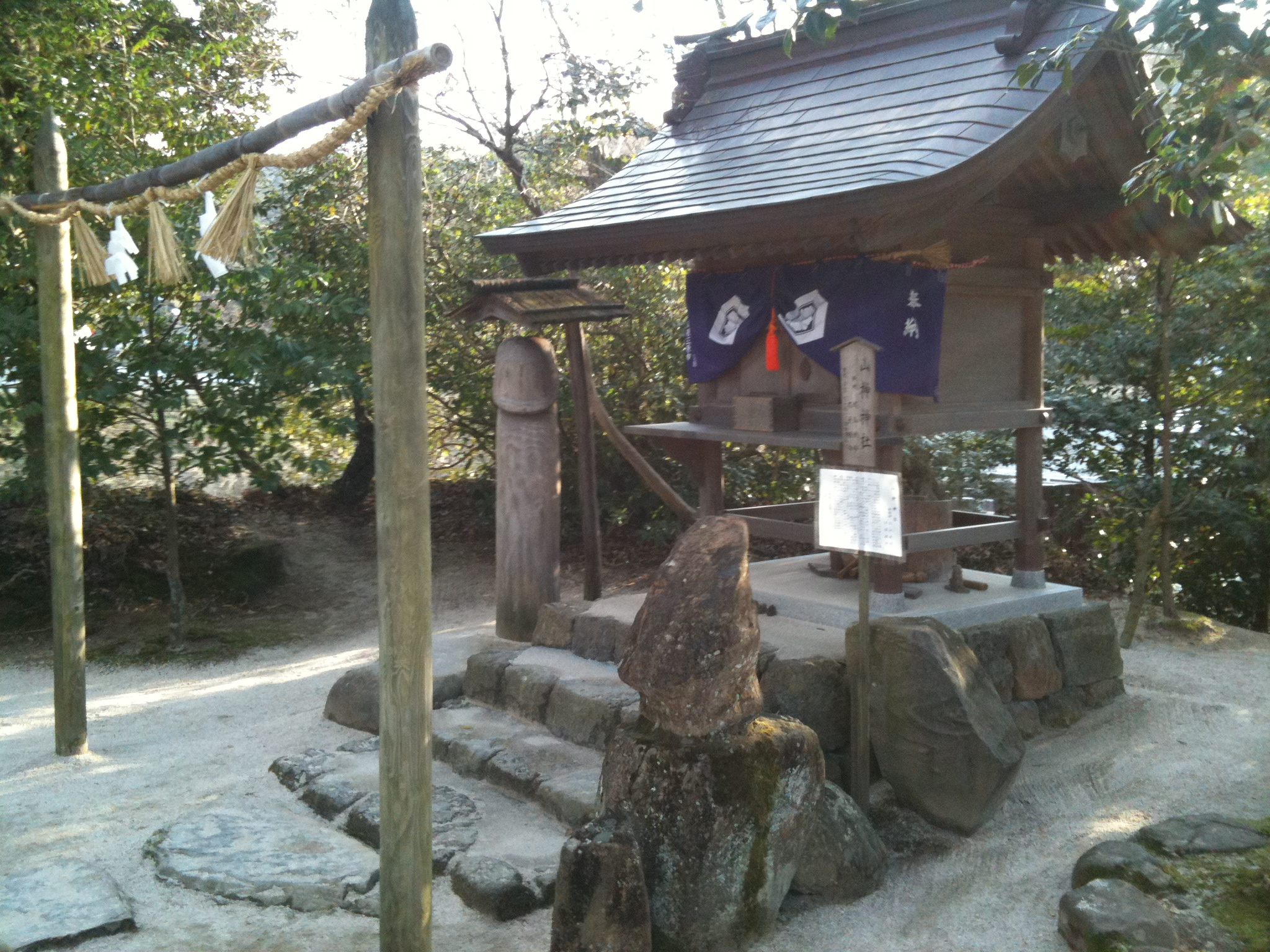
Petit sanctuaire au phallus.
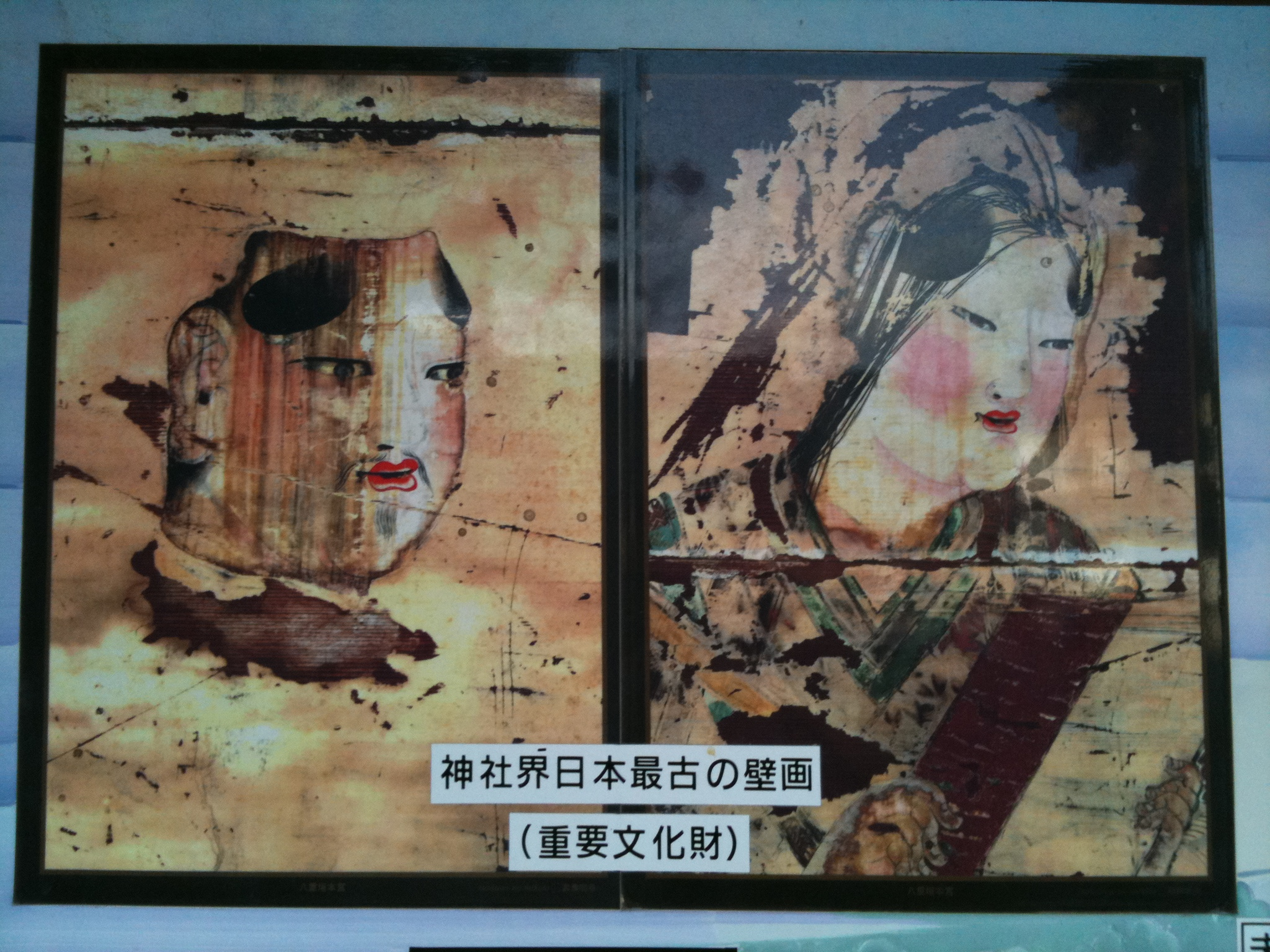
Reproduction de la fresque de Susanoo et Kushinadana.

## Terre sacrée d'en-musubi

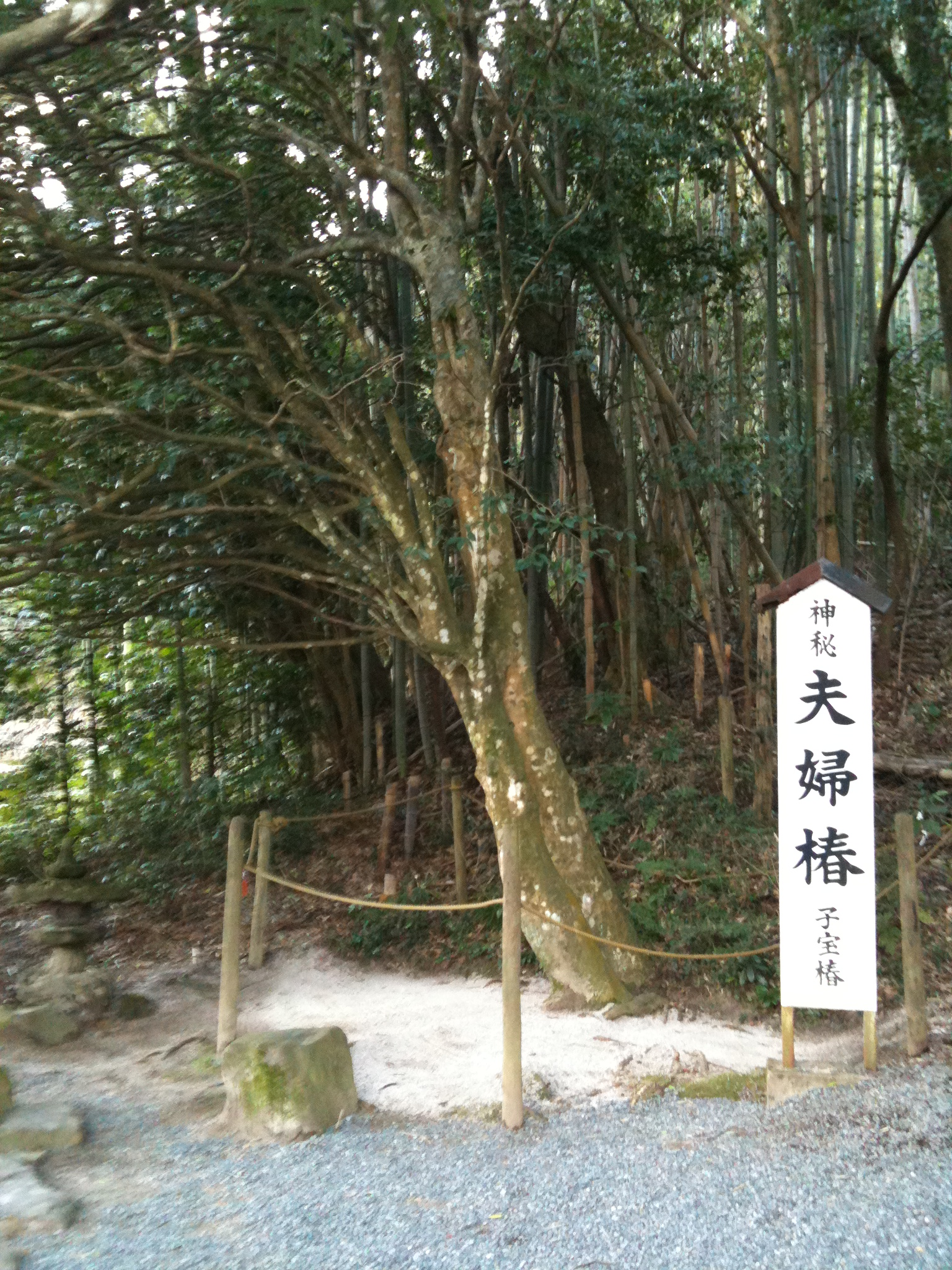
Arbre-couple,.

Vénérant Susanoo qui est considéré comme le dieu du mariage et des rencontres amoureuses, le sanctuaire Yaegaki fait l'objet d'une véritable ferveur de la part de jeunes gens cherchant à rencontrer l'âme sœur. Plus largement, une visite au sanctuaire accompagnée d'une prière est considérée comme apportant la chance d'un bon mariage, d'une bonne fertilité et d'un enfant en bonne santé.
L'union de Susanoo avec la princesse Kushinada est perçue comme le premier mariage du Japon, et l'enceinte du sanctuaire offre à voir aux pèlerins de nombreuses choses considérées comme favorisant le « croisement de destins », en japonais en-musubi (縁結び). Le visiteur peut ainsi voir de nombreux « arbres-couples » qui ont étrangement fusionné entre eux, ou encore des symboles de forme phallique en bois.

## Prédictions amoureuses au miroir d'eau

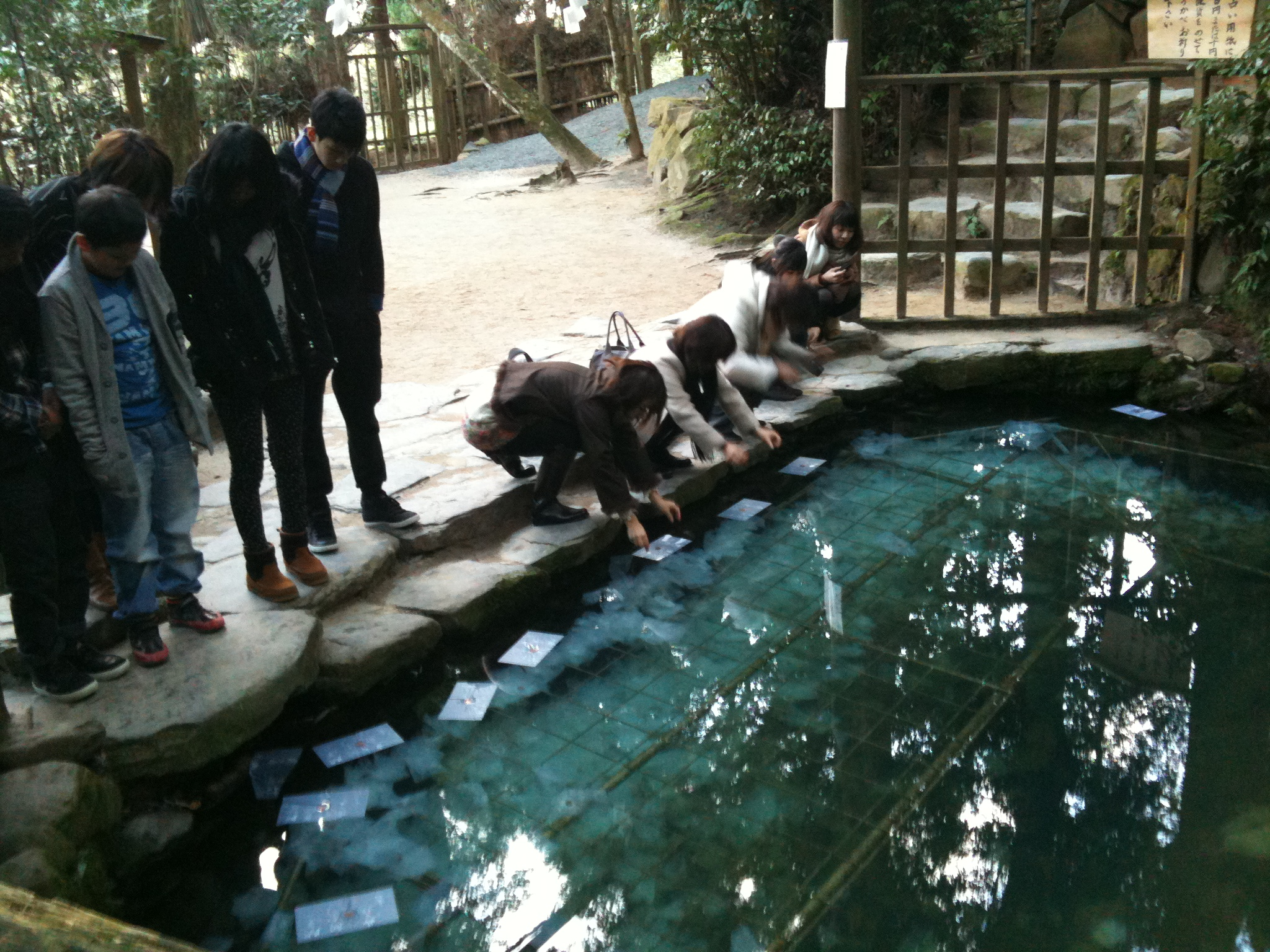
Jeunes filles déposant leurs feuilles de papier sur le miroir d'eau.

Sur les terres du temple se trouve le « miroir d’eau » (鏡の池, kagami no ike), petit étang où la princesse avait pour habitude de se mirer. Il est de coutume de poser une pièce sur un morceau de papier prévu à cet effet et de la faire flotter sur la surface de l’eau. Le temps que le papier met à couler reflèterait la chance en amour de son propriétaire : plus celui-ci coule vite et plus la personne trouverait rapidement son amour. De plus, selon l'endroit où le papier s'en va flotter, il est possible de savoir si la future personne de son cœur se trouve dans son entourage ou non. Chaque jour, plus de 1 000 personnes (notamment des jeunes femmes) se rendent près du point d'eau.
De façon à donner un coup de pouce au destin, certaines personnes n'hésitent pas à alourdir la feuille de papier avec une pièce de 500 yens à la place d'une de 100 ou de 10. Le petit étang profond de deux mètres devenant rapidement un petit trésor rempli d'argent, des protections furent un temps installées pour dissuader les voleurs. Par ailleurs, considérés comme étant au service de la princesse Kushinada, les tritons, selon qu'ils s'approchent ou s'éloignent du papier, peuvent également participer à la prédiction.

## Événements religieux
Le principal rituel du sanctuaire est appelé mi-kakushi shinji (身隠し神事) et retrace le moment où la princesse Kushinada dut aller se cacher au fond de la forêt Sakusame sous la consigne de Susanoo pour échapper au dragon Orochi. Il a lieu tous les 3 mai.

## Aux alentours
De nombreux sites sont à découvrir aux alentours de ce sanctuaire sis dans le sud de Matsue. 
Il s'y trouve notamment les « six sanctuaires de Ou » (意宇六社, Ou Rokusha), appelés ainsi car étant regroupés dans la même zone géographique :
- sanctuaire Kumano-taisha (熊野大社?)
- sanctuaire Manai (真名井神社?)
- sanctuaire Iya (揖夜神社?)
- sanctuaire Rokusho (六所神社?)
- sanctuaire Yaegaki (八重垣神社?)
- sanctuaire Kamosu (神魂神社?)

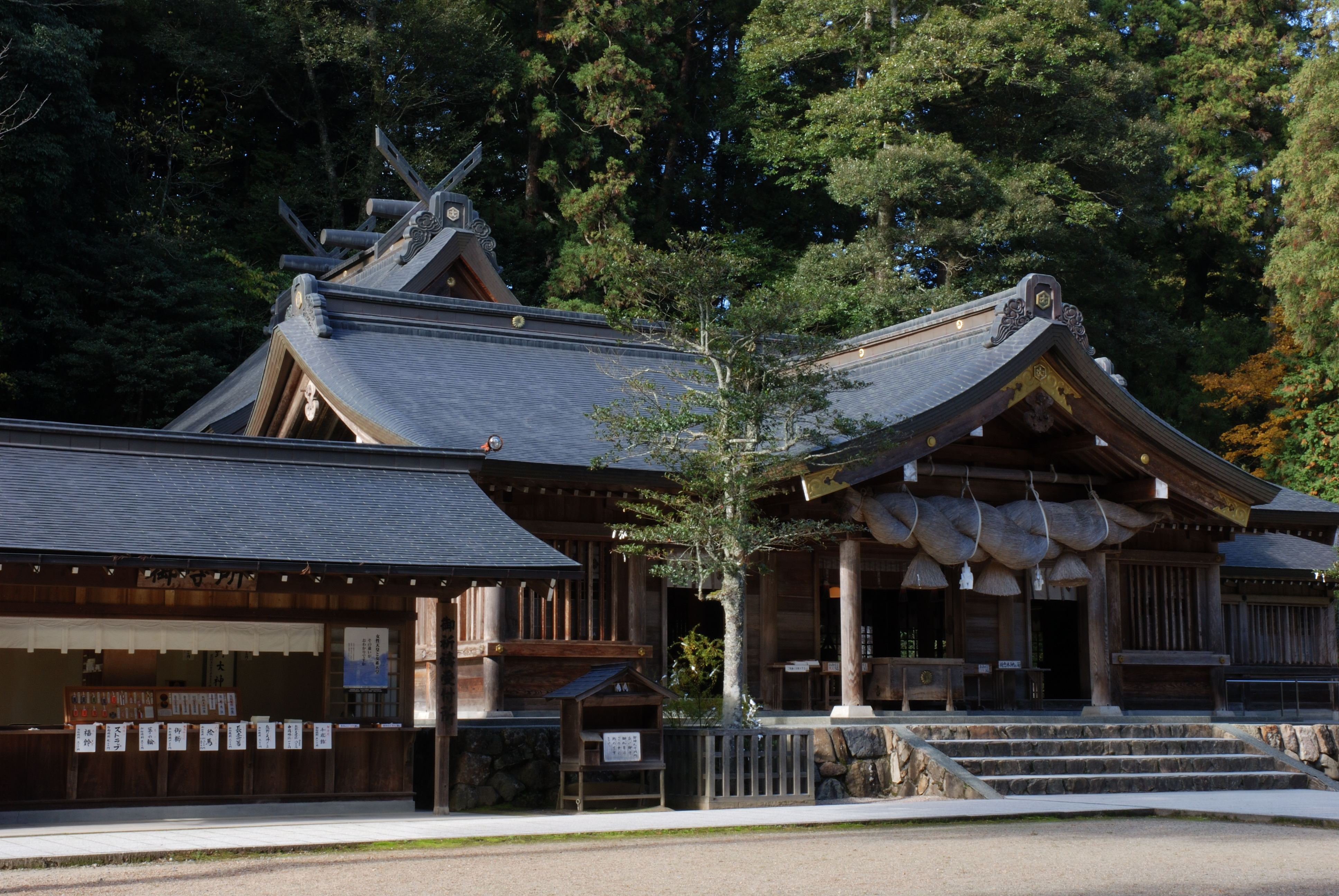
Le sanctuaire Kumano-taisha.
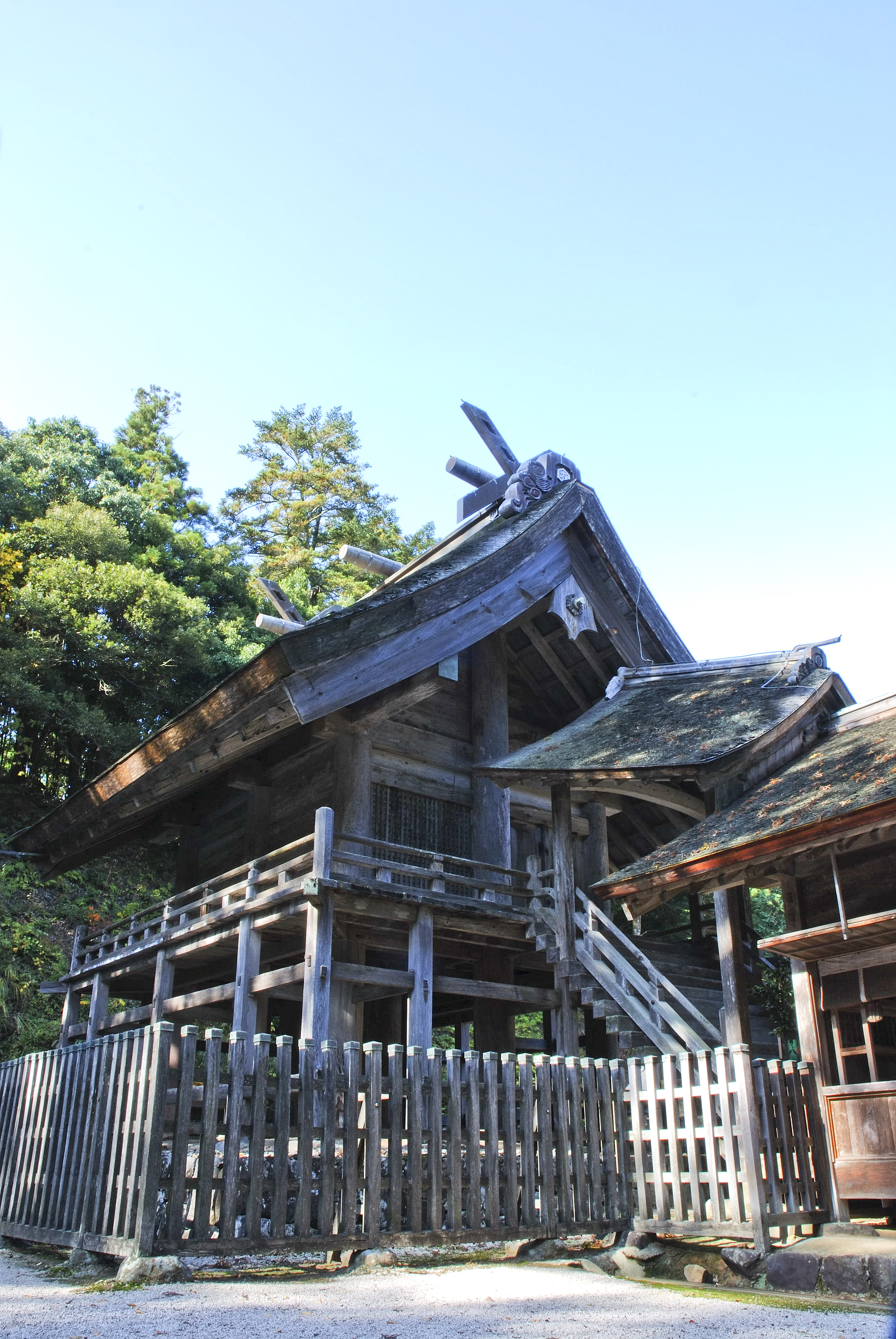
Le sanctuaire Kamosu-jinja.
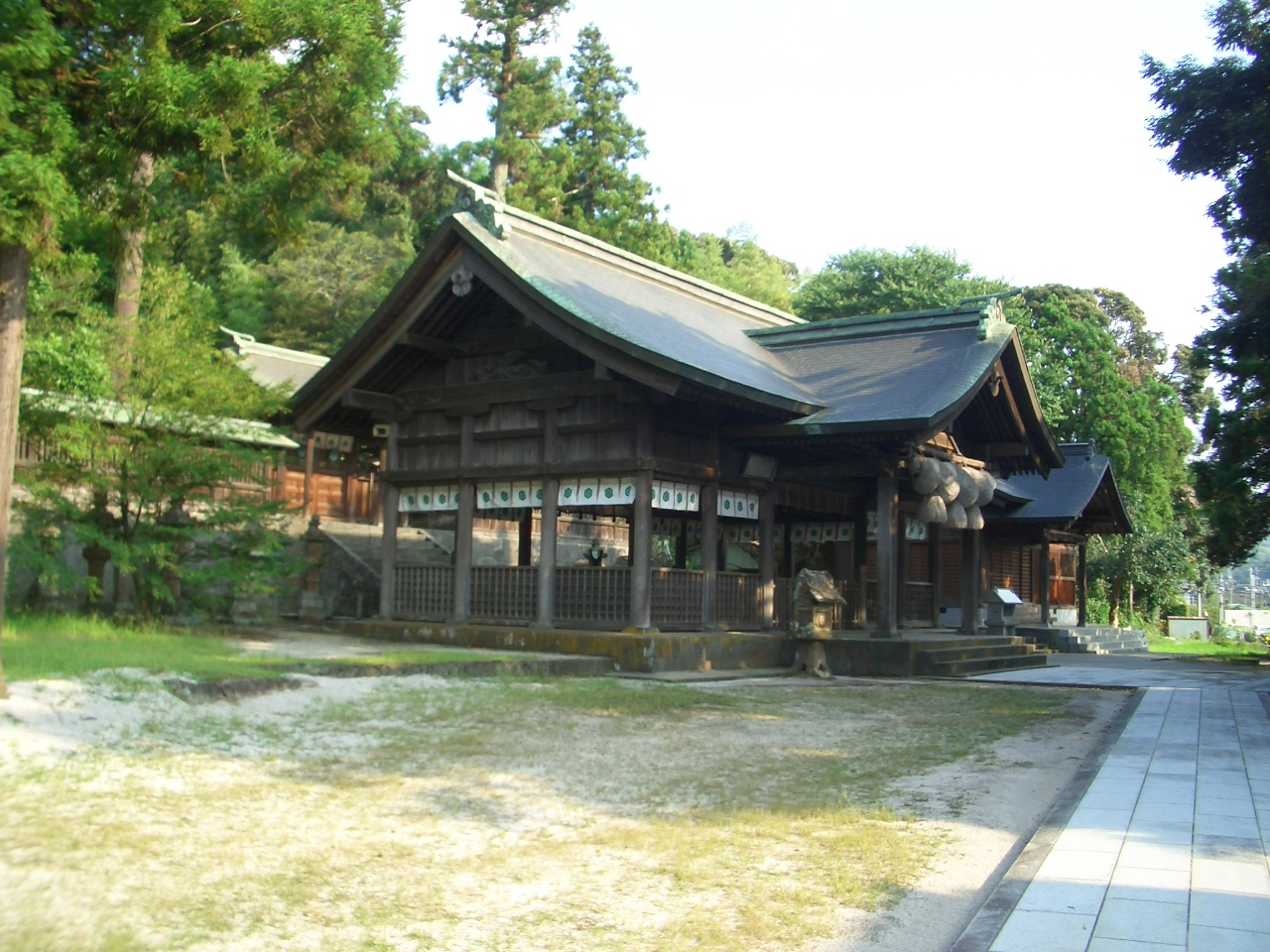
Le sanctuaire Iya-jinja.